# Clupisoma roosae
Clupisoma roosae és una espècie de peix de la família dels esquilbèids i de l'ordre dels siluriformes.

## Morfologia
- Els mascles poden assolir 15,4 cm de longitud total.
- Nombre de vèrtebres: 45-47.[4]

## Reproducció
És ovípar i els ous no són protegits.

## Hàbitat
És un peix d'aigua dolça i de clima subtropical.

## Distribució geogràfica
Es troba a Àsia: riu Irrawaddy a Myanmar.